# Кошутская, Мария
Мария Кошутская (пол. Marianna Karolina Sabina Koszutska, герба Лещиц; псевдоним Вера Костшева, Wera Kostrzewa; 2 февраля 1876, Глувчин, Царство Польское — 9 июля 1939, Москва, СССР) — деятельница польского рабочего, социалистического и коммунистического движения, ранний теоретик Коммунистической партии Польши (КПП). По профессии учительница.

## Биография
Родилась в селе Глувчин, близ города Калиша. Вернувшись с годичного курса обучения в парижской Сорбонне, в 1902 году вступила в Польскую социалистическую партию (Polska Partia Socialistyczna, PPS). В рядах партии познакомилась со своим будущим мужем — инженером-электриком Юзефом Цишевским. Осенью 1902 года стала директором средней школы в Лодзи.
За революционную деятельность неоднократно подвергалась арестам и ссылкам. Впервые была арестована в марте 1903 года и отправлена в Лодзинскую тюрьму, откуда её перевели в Варшавскую цитадель, где она провела три месяца в X павильоне.
В апреле 1904 года была приговорена к трём годам ссылки, сокращенной впоследствии до двух лет, в Холмогоры близ Архангельска, но смогла получить разрешение временно вернуться домой ухаживать за тяжелобольной матерью. После её смерти она участвовала в революции 1905—1907 годов в Польше под подпольным псевдонимом Вера. 22 декабря 1905 года она была арестована в квартире Юзефа Белецкого и предстала перед Варшавским окружным военным судом. В апреле 1906 года адвокат Станислав Патек обратился к генерал-губернатору с ходатайством об освобождении из тюрьмы из-за её крайне плохого состояния здоровья. Только через 4 месяца её доставили в больницу, откуда она сбежала.
В мае 1906 года она была избрана членом исполнительного комитета Варшавского рабочего комитета, а также руководила Варшавской боевой организацией Казимежа Соснковского. 7 августа 1906 года Мария Кошутская и Юзеф Цишевский поженились. В следующем году из-за репрессий перебралась в австрийскую часть и проработала там семь лет в Кракове.
В ноябре 1906 года ППС на съезде в Вене раскололась, в результате чего Боевая организация и сторонники Юзефа Пилсудского были исключены и образовали Польскую социалистическую партию — революционную фракцию, а оставшиеся члены преобразовали организацию в Польская социалистическая партия — левица. Вера Костшева была в числе ведущих деятелей и теоретиков ППС-левицы. в 1906—1918 годах состояла членом её центрального рабочего комитета.
В 1908—1914 годах она была соредактором журнала «Robotnik» под псевдонимом М. Збойньска (M. Zboińska), позже также сотрудничала в «Głos Robotniczy». С началом Первой мировой войны она перенесла свою деятельность в Домбровский угольный бассейн, а затем в Лодзь, откуда отправилась в оккупированную немцами Варшаву.
Активно выступала за объединение ППС-левицы и Социал-демократии Королевства Польского и Литвы на принципах марксизма в единую революционную социалистическую партию. Когда 16 декабря 1918 года была создана Коммунистическая рабочая партия Польши, Кошутская в качестве главного идеолога вошла в её ЦК. С перерывами заседала в составе ЦК компартии Польши на протяжении 1918—1929 годов (и Политбюро ЦК в 1923—1929 годах), играла значительную роль в разработке программных документов партии по аграрным и национальным вопросам. С 1930 жила в СССР.
Отстаивая независимость Польши, выступала против похода Красной Армии на Варшаву. Участвовала в создании Советов рабочих делегатов, после их разгрома 2 февраля 1920 года она была арестована наряду с Цишевским, Адольфом Варским и Францишком Фидлером. Освобожденная через несколько недель, в середине года она была вновь заключена в тюрьму в городах Вронки и Сьрем. Выйдя оттуда в 1921 году, покинула страну и жила в Вольном городе Гданьске, Берлине и Москве, откуда несколько раз нелегально приезжала в Польшу.
Была главным представителем умеренного «большинства» в польской компартии, вместе с Генриком Лауэром опубликовала тезисы о ситуации в Польше. Она сыграла большую роль в формулировании положений Второго съезда КРПП, которые встретили сопротивление не только в партийных кругах, но и на V конгрессе Коминтерна в 1924 году (Кошутская участвовала в работе конгрессов Коминтерна с IV по VI). Комиссия Коминтерна во главе со Сталиным, обвинила руководство КРПП в конфликте с РКП(б), поддержке троцкистской оппозиции и враждебной позиции по отношению к советским властям.
После 1929 года жила в Советском Союзе, работая в издательстве. Она выступала против сталинизации КПП и Коммунистического Интернационала. В августе 1937 года во время сталинских чисток она была обвинена в приверженности националистическим и троцкистским взглядам и арестована. 2 октября 1937 года Военной коллегией Верховного суда СССР по обвинению в участии в польской диверсионно-террористической организации она была осуждена к 10 годам ИТЛ и умерла в лагере в 1939 году. Реабилитирована посмертно в 1955 году.

## Собрание сочинений
- Maria Koszutska (Wera Kostrzewa), Pisma i przemówienia, tomy 1-3, wyd. Książka i Wiedza, Warszawa 1961-1962.